# Brachydectes
Brachydectes is een geslacht van uitgestorven lysorofische amfibieën die leefden tijdens het Carboon. Het had een zeer kleine kop (schedellengte ongeveer 1,7 centimeter) en een langwerpig lichaam tot drieënveertig centimeter lang. Brachydectes elongatus had een 1 tot 2 centimeter lange schedel (gemiddeld 1,4 centimeter) en een gemiddelde pre-sacrale lengte tot 150 centimeter (gemiddeld 45 centimeter), terwijl Brachydectes newberryi, die verhoudingsgewijs een grotere schedel heeft dan Brachydectes elongatus, voor exemplaren met 7,6 millimeter schedeldak een geschatte totale lengte van 11 centimeter hadden, terwijl de grootste schedel groter is dan 3 centimeter.